# Løkken-Furreby Sogn
Løkken-Furreby Sogn – oprindeligt Furreby Sogn – er et sogn i Hjørring Søndre Provsti (Aalborg Stift).
I 1800-tallet var Furreby Sogn anneks til Børglum Sogn. Begge sogne hørte til Børglum Herred i Hjørring Amt. Børglum-Furreby sognekommune blev ved kommunalreformen i 1970 indlemmet i Løkken-Vrå Kommune, der ved strukturreformen i 2007 indgik i Hjørring Kommune.
I Løkken-Furreby Sogn ligger Furreby Kirke fra Middelalderen og Løkken Kirke fra 1898.
I sognet findes følgende autoriserede stednavne:
- Bjergbakken (bebyggelse)
- Furreby (bebyggelse, ejerlav)
- Furreby Bæk (bebyggelse)
- Furreby Møllemark (bebyggelse)
- Klostergrøften (vandareal)
- Løkken (bebyggelse, ejerlav)